# 訃報 1975年11月
訃報 1975年11月（ふほう 1975ねん11がつ）では、1975年（昭和50年）11月中に物故した、又は物故が報じられた人物についてまとめる。

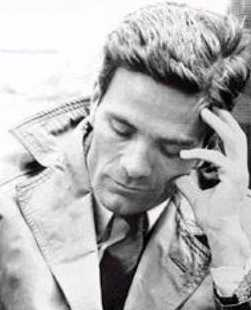
ピエル・パオロ・パゾリーニ / 11月2日没

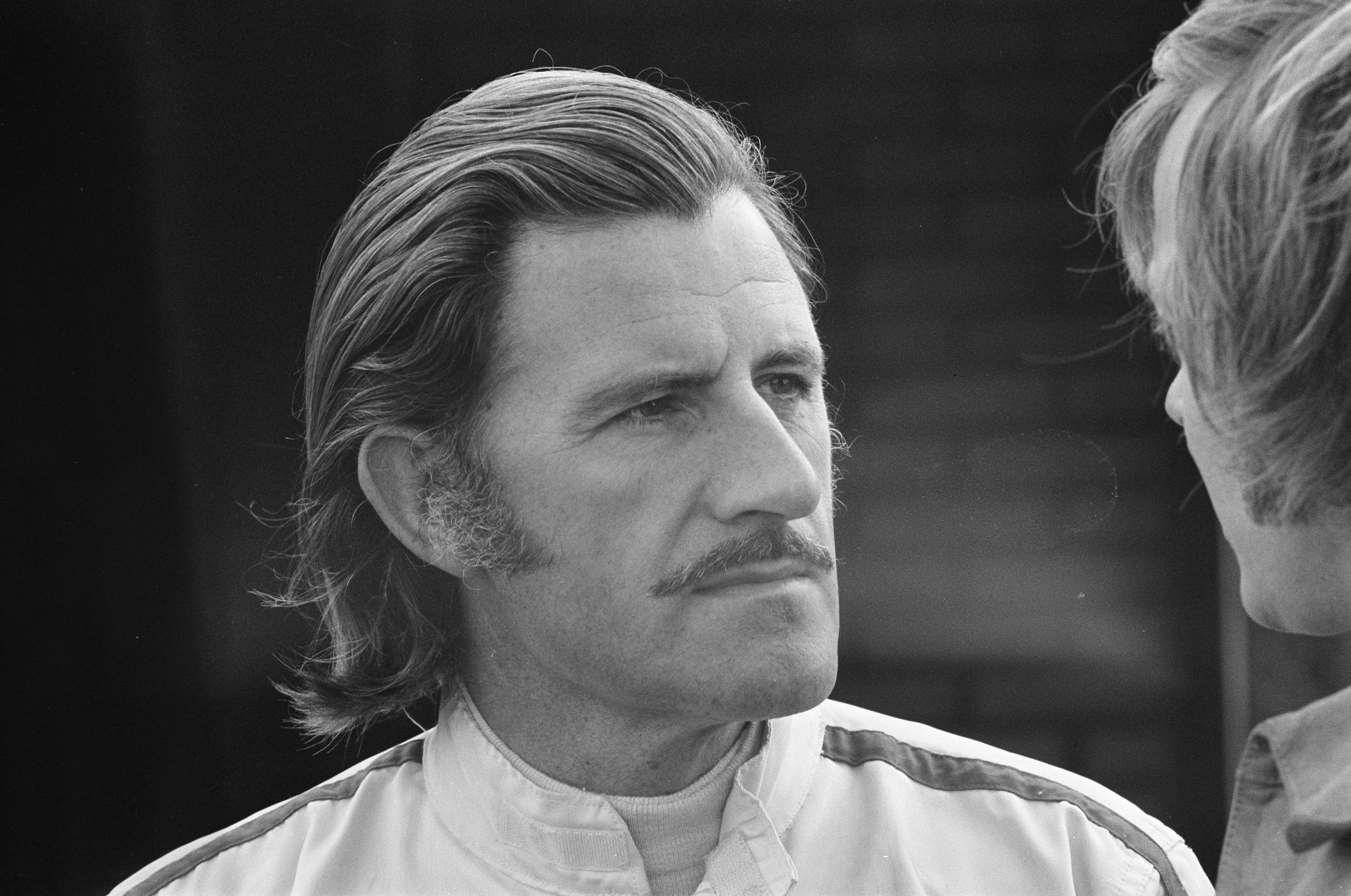
グラハム・ヒル / 11月29日没

## （1日 - 15日）
- 11月1日 - 佐藤正彰、フランス文学者（* 1905年）
- 11月2日 - ピエル・パオロ・パゾリーニ、映画監督（* 1922年）
- 11月2日 - 清棲幸保、鳥類学者（* 1901年）
- 11月3日 - 鎌田詮一、陸軍軍人（* 1896年）
- 11月3日 - 除村吉太郎、ロシア・ソビエト文学者（* 1897年）
- 11月6日 - 石川桂郎、俳人・随筆家・小説家・編集者（* 1909年）
- 11月6日 - 近山金次、歴史学者・教育者（* 1907年）
- 11月10日 - 柴田勝太郎、化学技術者・実業家（* 1889年）
- 11月11日 - 長尾優、歯科医大学教授・医学博士（* 1887年）
- 11月13日 - ロバート・C・シェリフ、劇作家・脚本家・小説家（* 1896年）
- 11月14日 - 倉石武四郎、中国語学者・中国文学者（* 1897年）
- 11月14日 - 青柿善一郎、労働運動家（* 1887年）

## （16日 - 30日）
- 11月16日 - 小宮孝、経済学者（* 1902年）
- 11月17日 - 阿南惟敬、軍事史学者（* 1921年）
- 11月19日 - 三島徳七、冶金学者（* 1893年）
- 11月20日 - フランシスコ・フランコ、軍人・政治家（* 1892年）
- 11月22日 - 大洞元吾、撮影技師・映画監督（* 1888年）
- 11月23日 - 奥瀬英三、洋画家（* 1891年）
- 11月24日 - 高田眞治、中国哲学者（* 1893年）
- 11月24日 - 田中親美、日本美術研究家（* 1875年）
- 11月26日 - 地主悌助、洋画家（* 1889年）
- 11月27日 - 真田志ん、筝曲伝承者（* 1883年）
- 11月28日 - 田中彰治、政治家（* 1903年)
- 11月29日 - グラハム・ヒル、F1レーサー（* 1929年）
- 11月29日 - トニー・ブライズ、F1レーサー（* 1952年）